# Chawki Abou Khalil

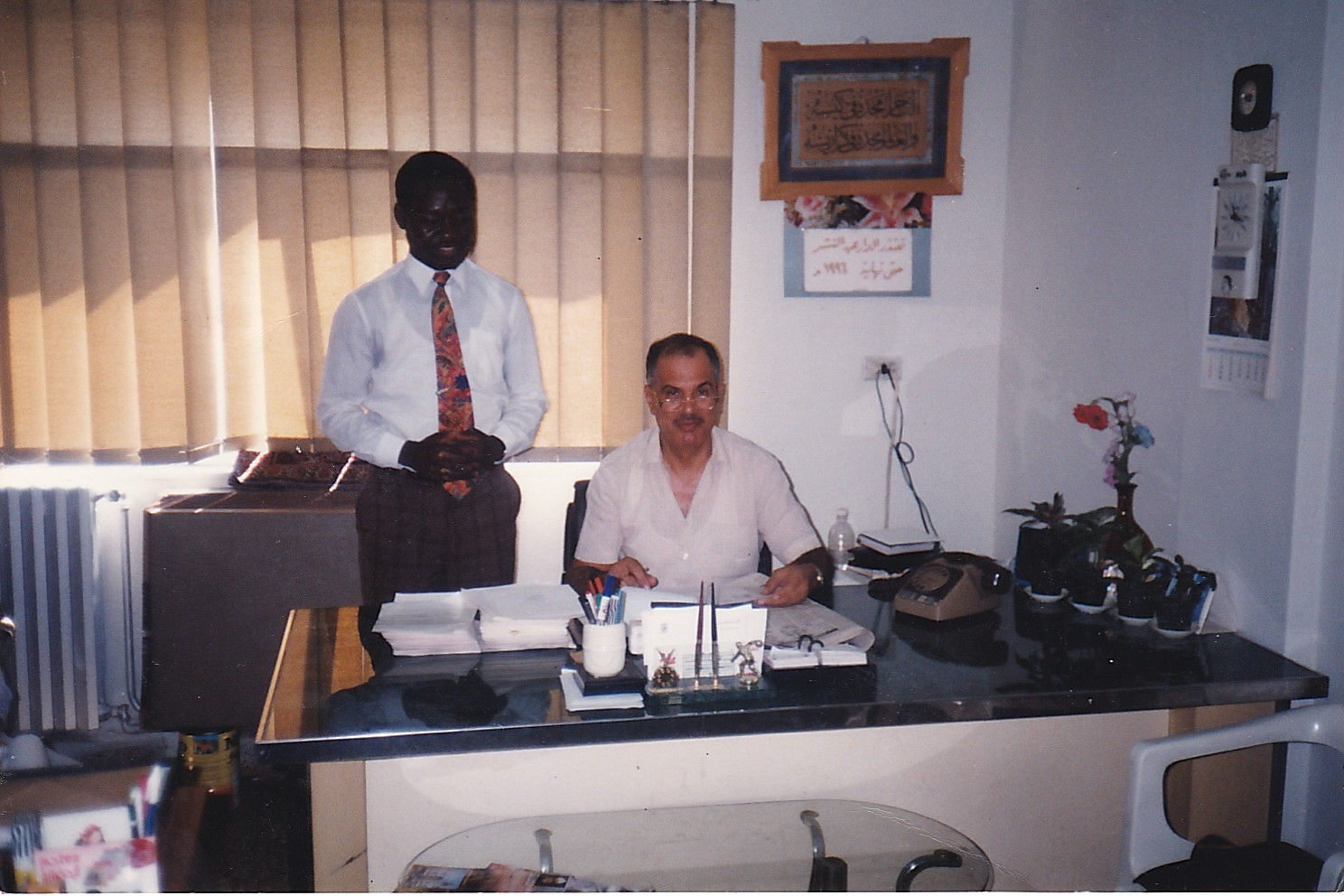
Chawki Abou Khalil (assis) et Abu-Abdullah Adelabu

Chawki Abou Khalil (1941-2010) est un auteur et chercheur palestinien, auteur de nombreux ouvrages, dont le plus célèbre est Al-Islam fi Qafass al-'Itiham.